# 対比地一正
対比地 一正（ツイヒジカズマサ、KazumasaTsuihiji） は、
日本の美術家、コンテンポラリー・アーティスト、アートディレクター。群馬県太田市出身。
コンテンポラリーアートの分野に限り、アーティストネーム”johnny Mnemonic”を使用、さらに表現方法のバリエーションに合わせてJMがイニシャルの作家名を多数使用する。

## 人物・概要
1978年、日本大学芸術学部デザインコース在学中からイラストレーターとしての活動を始める。
1980年にスーパーリアリズムで、制作された作品が米国の第23回ソサエティ・オブ・イラストレーターズに入選
。
卒業後、フリーランスのイラストレーターとなった。
主に広告・出版・テレビ媒体関係のイラストレーター、グラフィックデザイナー、アートディレクターとして活動。
1983年及び1984年と2年連続して、朝日広告賞を受賞している。
その後、図版やオブジェの製作担当をした深夜番組「カノッサの屈辱」が1991年度の第8回ATP賞グランプリを受賞。
1995年には美術デザインを担当した「料理の鉄人」が1995年度の第12回ATP賞グランプリを受賞。
1999年よりコンピュータを導入して、アナログとデジタルをミックスした先鋭的な画像アーカイブを製作。
2007年頃より、より現物主義なコンテンポラリー・アートの製作活動を開始。
現在はJMのイニシャルを持つ複数の作家名で制作・発表している。
2010年に非公開ウェブサイトPSYCHOTECHNICを開設。

## 略歴
- 1980年 - The Society of Illustrators 23 International Exhibition にてExcellent Awardを受賞
- 1983年 - 電通ギャラリーにて個展
- 1983年 - 朝日広告賞・表現技術賞[2]
- 1984年 - 朝日広告賞・不動産部門賞[3]
- 1986年 - ギャラリーART PLACEにて個展
- 1987年～1998年 - WALT DISNEY ENTERPRISE JAPAN公認アーティスト
- 1991年 - 第8回ATP賞グランプリ「カノッサの屈辱」
- 1994年 - SPACE YUIにて個展
- 1995年 - 第12回ATP賞グランプリ「料理の鉄人」
- 1995年 - PINPOINT GALLERYで個展
- 1995年～2000年 - FICCE UOMOでグラフィックを担当
- 2007年 - 本業と並行してコンテンポラリーアートの制作を始める
- 2010年 - 仮空名義主義ウェブサイトPSYCHOTECHNICを開設

オーソライズド ワーク
- 1984年～1994年：日本大学芸術学部デザインコース非常勤講師
- 1987年～1998年：WALT DISNEY ENTERPRISE JAPAN公認アーティストとして富士フイルム、第一生命のカレンダーなどを担当。
- 1995年～2000年：小西良行（現=ドン小西）氏主宰のFICCE UOMOでテキスタイル用グラフィックを全て担当。
- 2000年～2003年：S2 EditionよりNew York Art Showに参加。

展示
- 2010年 - FIVE展に参加 • GALLERY ARTPOINT
- 2011年 - New Year Collection3展 • GALLERY ARTPOINT
- 2011年 - Abstraction展に参加 • GALLERY ARTPOINT
- 2011年 - FIVE II展に参加 • GALLERY ARTPOINT
- 2011年 - Larotica展に参加 • GALLERY ARTPOINT
- 2012年 - Abstraction 2012展に参加 • GALLERY ARTPOINT
- 2012年 - FIVE III展に参加 • GALLERY ARTPOINT
- 2013年 - New Year Collection5展に参加 • GALLERY ARTPOINT
- 2013年 - FIVE IV展に参加 • GALLERY ARTPOINT
- 2014年- FIVE V展に参加 • GALLERY ARTPOINT
- 2015年- Suwon Hotel Artfairに参加 • GALLERY ARTPOINT
- 2015年- FIVE VI展に参加 • GALLERY ARTPOINT
- 2016年- FIVE VII展に参加 • GALLERY ARTPOINT